# Quantico (Virginia)
Quantico es una ciudad ubicada en el condado de Prince William, en el estado de Virginia, Estados Unidos. Según el censo de 2010 tenía una población de 480 habitantes. Está ubicada aproximadamente a 56 kilómetros al suroeste de Washington D. C., bordeada por el río Potomac al este y por el arroyo Quantico al norte. En los dos lados restantes está rodeada por la MCB Quantico, una de las bases más grandes del Cuerpo de Marines de los Estados Unidos. En la base se encuentra el Escuadrón de helicópteros presidenciales HMX-1, la Academia del FBI, el Laboratorio del FBI y las instalaciones de capacitación de la Administración de Control de Drogas (DEA).

## Demografía
Según el censo de 2000, Quantico tenía 561 habitantes, 295 viviendas, y 107 familias. La densidad de población era de 3.094,3 habitantes por km².
De las 295 viviendas en un 19,7%  vivían niños de menos de 18 años, en un 21,4%  vivían parejas casadas, en un 11,2% mujeres solteras, y en un 63,4% no eran unidades familiares. En el 53,2% de las viviendas vivían personas solas el 9,2% de las cuales correspondía a personas de 65 años o más que vivían solas. El número medio de personas viviendo en cada vivienda era de 1,9 y el número medio de personas que vivían en cada familia era de 3,02.
Por edades la población se repartía de la siguiente manera: un 20,9% tenía menos de 18 años, un 11,6% entre 18 y 24, un 39,8% entre 25 y 44, un 19,4% de 45 a 60 y un 8,4% 65 años o más.
La edad media era de 35 años.  Por cada 100 mujeres de 18 o más años  había 130,1 hombres.
En torno al 22,4% de las familias y el 21,4% de la población estaban por debajo del umbral de pobreza.

## Clima
Quantico tiene un clima subtropical húmedo (Clasificación climática de Köppen Cfa).
| Parámetros climáticos promedio de Quantico | Parámetros climáticos promedio de Quantico | Parámetros climáticos promedio de Quantico | Parámetros climáticos promedio de Quantico | Parámetros climáticos promedio de Quantico | Parámetros climáticos promedio de Quantico | Parámetros climáticos promedio de Quantico | Parámetros climáticos promedio de Quantico | Parámetros climáticos promedio de Quantico | Parámetros climáticos promedio de Quantico | Parámetros climáticos promedio de Quantico | Parámetros climáticos promedio de Quantico | Parámetros climáticos promedio de Quantico | Parámetros climáticos promedio de Quantico |
| Mes                                        | Ene.                                       | Feb.                                       | Mar.                                       | Abr.                                       | May.                                       | Jun.                                       | Jul.                                       | Ago.                                       | Sep.                                       | Oct.                                       | Nov.                                       | Dic.                                       | Anual                                      |
| ------------------------------------------ | ------------------------------------------ | ------------------------------------------ | ------------------------------------------ | ------------------------------------------ | ------------------------------------------ | ------------------------------------------ | ------------------------------------------ | ------------------------------------------ | ------------------------------------------ | ------------------------------------------ | ------------------------------------------ | ------------------------------------------ | ------------------------------------------ |
| Temp. máx. media (°C)                      | 6.1                                        | 8.3                                        | 13.3                                       | 19.4                                       | 23.9                                       | 28.9                                       | 31.1                                       | 30                                         | 26.1                                       | 20                                         | 14.4                                       | 8.9                                        | 19.4                                       |
| Temp. mín. media (°C)                      | -3.3                                       | -1.7                                       | 2.2                                        | 7.2                                        | 12.2                                       | 17.8                                       | 20.6                                       | 19.4                                       | 16.1                                       | 8.9                                        | 3.3                                        | -0.6                                       | 8.3                                        |
| Precipitación total (mm)                   | 84.6                                       | 69.9                                       | 93.7                                       | 75.4                                       | 96                                         | 77.7                                       | 94.5                                       | 87.1                                       | 100.6                                      | 84.8                                       | 89.2                                       | 80.5                                       | 1034                                       |
| Fuente:                                    |                                            |                                            |                                            |                                            |                                            |                                            |                                            |                                            |                                            |                                            |                                            |                                            |                                            |

## Localidades adyacentes
El siguiente diagrama muestra las localidades más próximas a Quantico.